# Vojnik (Slovénie)
Pour les articles homonymes, voir Vojnik.
 Vojnik  est une commune située dans la région de Basse-Styrie dans le centre oriental de la Slovénie.

## Géographie
La commune est localisée au nord-est du bassin de Celje et de la capitale Ljubljana. L’économie locale est orientée vers l’agriculture, le tourisme et les petites entreprises.

## Histoire
La localité est ravagée par le feu en 1839.
Le bureau de poste de HOCHENEGG (province de Styrie, Empire d'Autriche) est ouvert le 1er août 1866.

## Démographie
Entre 1999 et 2021, la population de la commune a régulièrement augmenté jusqu'à dépasser les 9 000 habitants,.
Évolution démographique
| 1999  | 2000  | 2001  | 2002  | 2003  | 2004  | 2005  | 2006  | 2007  |
| ----- | ----- | ----- | ----- | ----- | ----- | ----- | ----- | ----- |
| 7 752 | 7 774 | 7 853 | 7 933 | 8 003 | 8 037 | 8 097 | 8 161 | 8 250 |
| 2008  | 2009  | 2010  | 2011  | 2012  | 2013  | 2014  | 2015  | 2016  |
| 8 368 | 8 287 | 8 394 | 8 438 | 8 442 | 8 510 | 8 537 | 8 668 | 8 685 |
| 2017  | 2018  | 2019  | 2020  | 2021  |       |       |       |       |
| 8 725 | 8 732 | 8 801 | 8 907 | 9 009 |       |       |       |       |

## Cultes
- L'église Saint-Barthélemy, datant du XXe siècle.

## Célébrités liées
- Anton Martin Slomšek, évêque
- Anton Brezovnik, politicien
- Anton Novačan, écrivain, diplomate et politicien
- Doroteja Hauser, peintre